# 도선답산가
《도선답산가(道詵踏山歌)》는 도선이 지었다고 전하는 감여서(堪輿書)이다. 음양지덕(陰陽地德)과 풍수상지법(風水相地法)을 설명하고, 도선의 답산가, 산론수파법(山論水破法) 외에 감여론을 수록한 것으로 고려 문종(文宗)·숙종(肅宗)대에 많이 읽혔다고 한다.

## 전해지는 내용
도선 대사는 그의 어머니가 개천에서 떠내려 오는 오이를 건져 먹고 태어났다고 한다. 도선답산가(道詵踏山歌)는 칠언이구(七言二句)씩 모두 삼십팔련(三十八聯)으로 구성되어 있다는데 전해지는 내용은 다음과 같다.
주작사(朱雀砂·혈처의 앞산)는 북소리 은은히 일어나듯 그 산등성이 원만하고 현무사(玄武砂·혈처의 뒷산으로 주산을 말함)는 두 물길이 모이는 사이에 우뚝 솟았네(頭圓朱雀如鼓起 玄武垂頭兩水間). 그 안에 명당은 가히 만마(萬馬)를 싸안을 만하고 좋은 산곡(山谷)은 평탄함과 첨예함이 조화를 이루어 바르고 온순하구나(明堂可得容萬馬 吉谷正欲平且尖). 청룡사(靑龍砂)는 뱀이 꿈틀거리며 고개를 치켜든 듯하고 백호사(白虎砂)는 조급하지 않아 사나운 줄 모르겠구나(靑龍蛇蛇頭高起 白虎徐行不欲殘). - 《도선답산가(道詵踏山歌)중 일부》

## 도선의 주요 저서
- 《도선비기(道詵秘記)》
- 《옥룡기(玉龍記)》
- 《송악명당기(松嶽明堂記)》
- 《삼각산명당기(三角山明堂記)》
- 《도선마상답산가(道詵馬上踏山歌)》
- 《도선답산가(道詵踏山歌)》

## 같이 보기
- 도선
- 명당보국
- 장풍득수

## 참고 문헌
- 《도선답산가(道詵踏山歌)》